# 坝寨乡
坝寨乡，是中华人民共和国贵州省黔东南苗族侗族自治州黎平县下辖的一个乡镇级行政单位。

## 行政区划
坝寨乡下辖以下地区：
坝寨社区、高场村、高兴村、高西村、器寨村、蝉寨村、青寨村、坝寨村、路团村、青龙村、锦团村和连硐村。

## 中国传统村落
- 2012年12月，坝寨村、蝉寨村、高场村、高兴村、青寨村被评为首批“中国传统村落”。
- 2013年8月，高西村、器寨村被评为第二批中国传统村落。